# Stanisław Szarek
Stanisław J. Szarek (* 13. November 1953  in Lądek-Zdrój, Polen) ist ein polnischer Mathematiker.
Szarek studierte von 1972 bis 1976 an der Universität Warschau Mathematik und erlangte mit der Arbeit On the best constant in the Khinchine inequality den Master-Abschluss. Anschließend ging er an das mathematische Institut der polnischen Akademie der Wissenschaften, wo er 1979 mit der Dissertation Analytic properties of biorthogonal systems and bases in function spaces bei Aleksander Pełczyński promoviert wurde. Seit 1983 lehrt er an der Case Western Reserve University in Cleveland (Ohio). Dort wurde er 1986 Sloan Research Fellow. Seit 1996 hat er zusätzlich an der Universität Pierre und Marie Curie eine Professur inne. Er ist Fellow der American Mathematical Society.
Szareks Hauptarbeitsgebiet ist die Funktionalanalysis, insbesondere die Geometrie der Banachräume und die Konvexitätstheorie. Darüber hinaus arbeitet er in der Operatorentheorie, Approximationstheorie und Wahrscheinlichkeitstheorie.
Von Szarek stammt das erste Beispiel eines Banachraums ohne Schauderbasis, aber mit Approximationseigenschaft.